# El Zacatón
El Zacatón es un pozo lleno de agua termal de México que pertenece al sistema Zacatón, un grupo kárstico de características inusuales formado por cinco dolinas o cenotes interconectados que se encuentra situado en el municipio de Aldama, en la parte suroriental del estado de Tamaulipas. Es la sima llena de agua conocida más profunda del mundo, con una profundidad total de 339 m. (Los 392 m de profundidad del Pozzo Merro, en Italia, la hacen más profunda, pero es más bien una cueva casi vertical que una sima).
Usando un robot autónomo, la parte subacuática de Zacatón se ha medido hasta los 319 m de profundidad (una diferencia de 20 m entre el borde del acantilado y la superficie de agua se añade a la profundidad total). Zacatón es la única sima de las cinco localizadas en el Rancho La Azufrosa que tiene un flujo de agua notable.
El nombre de Zacatón viene de las islas de zacate (pasto) que flotan libremente y se mueven por la superficie con el viento.
De unas raspaduras en las paredes de roca bajo la superficie se obtuvieron al menos 6 nuevos phyla de bacterias.
La NASA ha utilizado la dolina como sitio de pruebas para los robots en desarrollo para la futura exploración de la luna joviana Europa.

## Buceo
La profundidad de El Zacatón ha hecho de este un lugar importante para el buceo:
- la doctora Ann Kristovich marcó el récord mundial de profundidad a los 168,859 metros en 1993.[8]

- el 6 de abril de 1994, el buzo Jim Bowden y el pionero en buceo de cuevas Sheck Exley se sumergieron en El Zacatón para intentar alcanzar el fondo. Bowden se zambulló hasta una profundidad de 281,94 metros, marcando el récord mundial de profundidad para hombres.[9] Sheck Exley falleció a una profundidad aproximada de 267.919~276.148 pies.[10][11]